# 네나드 크르스티치치
네나드 크르스티치치(세르비아어: Nenad Krstičić, 1990년 7월 3일, 세르비아 베오그라드 ~ )는 세르비아 출신의 축구 선수이다. OFK 베오그라드에서 선수 경력을 시작했으며 18살이 되기 이틀 전에 UC 삼프도리아와 계약을 맺었다. 2011년 1월 26일 UEFA 유로파 리그에서 데브레체니 VSC를 상대로 데뷔 경기를 치렀다.

## 선수 경력
네나드 크르스티시치는 OFK 베오그라드에서 선수생활을 시작했으며 2008년 9월 1일에 17살에 지나지 않지만 뛰어난 잠재력을 지녔다고 평가하며 UC 삼프도리아의 단장 주세페 마로타가 그를 삼프도리아로 데려왔다. 네나드는 유스팀에 있을 때 2011년 토르네오 디 비아레조에 참가하기도 했다.
그 해가 끝나기전에 그는 무릎 부상을 당했고 수술을 하기 위해 의사를 찾았지만 의사는 뜻밖에 진단을 내렸다. 네나드가 희귀하고 치명적인 악성 종양이 있으며 48시간밖에 살 수 없다는 것이다. 운이 좋게도 전이가 갑자기 멈췄고 네나드 크르스트시치는 다시 그라운드로 돌아올 수 있었다. 하지만 그가 처음에 기대받았던 잠재력과 성장세는 크게 꺽였다.
크르스티시치는 2010년 12월 16일 유로파리그에서 데브레체니 VSC를 상대로 데뷔 경기를 치렀으며, 2012년 12월 2일에 ACF 피오렌티나를 상대로 삼프도리아에서 첫 골을 터트렸다.